# ۲-هپتانول
۲-هپتانول (به انگلیسی: 2-Heptanol) با فرمول شیمیایی {\displaystyle {\ce {C7H16O}}} یک ترکیب شیمیایی با شناسه پاب‌کم ۱۰۹۷۶ است. که جرم مولی آن ۱۱۶٫۲۰۱ g/mol می‌باشد. 
2-هپتانول یک ترکیب شیمیایی است که ایزومر هپتانول است. این یک الکل ثانویه با هیدروکسیل روی کربن دوم زنجیره مستقیم هفت کربنی است. 
2-هپتانول کایرال است ، بنابراین ایزومرهای (R) - و (S) وجود دارند.